# 7s
『7s』（セブンス）は、2015年11月7日公開の日本映画。

## 概要
『オー!ファーザー』『幻肢』などを手掛けた藤井道人監督が自身の経験に基づき、夢を追う若者たちの等身大の姿を描いた、青春ストーリー。
2015年11月7日より、東京都新宿・新宿武蔵野館にて公開された。同年12月5日より名古屋市・名古屋シネマテークにて公開、2016年1月9日より大阪市淀川区十三・第七藝術劇場にて公開、同年1月30日より神戸市・元町映画館にて公開された。

## ストーリー
売れない映画監督のサワダは、大学の同級生サナガワと一緒に作った自主映画でインディーズ映画祭のグランプリを獲得する。
さらに大きな映画を作ろうと意気込むサワダは、ある日アルバイトをしている居酒屋で、お客として来ていた小劇団のメンバーたちと意気投合し、サワダの作品に出演してもらうことが決まる。
劇団の中には売れっ子お笑い芸人や人気モデル、劇団の看板女優など、サワダにとってはまたとないチャンスであり、書き上げた脚本のタイトルは「7s」。7人の天才詐欺集団が、世のため・人のために詐欺を行うというスリリングな内容でだった。
スタッフも集まり、順調に映画がクランクインするが、俳優の遅刻・スタッフ同士の喧嘩・制作部の失踪・キャストの突然の降板と、徐々に暗雲が立ち込める。

## キャスト
- 深水元基[1][2][3][4]
- 淵上泰史[1][2][3][4]
- アベラヒデノブ[1][2][3][4]
- 須賀貴匡[1][2][3][4]
- 小林夏子[1][2][3][4]
- 佐々木卓馬[1][2][3][4]
- サンガ[1][2][3][4]
- 竹井洋介[2][3][4]
- 網川凛[1][2][3][4]
- 木村啓介[1][3][4]
- 麻亜里[1][3][4]
- 池田嘩百哩[3][4]
- 坂井裕美[3][4]
- 須田暁[3][4]
- 瀬下尚人[1][3][4]
- あべなぎさ[3][4]
- 海東健[3][4]
- 餓鬼レンジャー[4]
- Heartbeat[4]
- 駿河太郎[1]
- 斎藤工（友情出演）[1][3][4]

## スタッフ
- 監督 - 藤井道人[1][2][5][6]
- 脚本 - 川原田サキ・藤井道人・アベラヒデノブ[1][2][5][6]
- 製作 - 高山洋平・西久保剛・野田威一郎・松嶋良治[1][6]
- プロデューサー - 伊藤主税・門馬直人・山田久人[1][6]
- 撮影 - 今村圭佑[1][6]
- 録音 - 吉方淳二[1][6]
- 美術 - 松本真太朗[1][6]
- 音楽 - 堤祐介[1][6]
- ヘアメイク - 小島真利子[1][6]
- キャスティングプロデューサー - 伊藤英樹[1][6]
- アソシエイトプロデューサー - 眞武泰徳[1][6]
- 助監督 - 和田健太郎[1][6]
- 制作 - 杉浦青[1][6]
- 制作デスク - 丸山智子・八木咲[1]
- スチール - 最上梨沙[1]

## DVD
2016年5月25日発売。
- 発売元 - CURIOUSCOPE
- 販売代理 - アルドゥール